# Круговой многочлен
Круговой многочлен, или многочлен деления круга, — многочлен вида
{\displaystyle \Phi _{n}(x)=\prod _{k}(x-\xi _{n}^{k})}
где
{\displaystyle \xi _{n}^{k}=\cos {\frac {2\pi k}{n}}+i\sin {\frac {2\pi k}{n}}}
представляет собой корень степени {\displaystyle n} из единицы, а произведение берётся по всем натуральным числам {\displaystyle k}, не большим {\displaystyle n} и взаимно простым с {\displaystyle n}.

## Свойства
- Коэффициенты кругового многочлена являются целыми числами.
- Степень кругового многочлена {\displaystyle \mathop {\mathrm {deg} } \,\Phi _{n}=\varphi (n)}, где {\displaystyle \varphi } — функция Эйлера.
- Круговой многочлен удовлетворяет соотношению

{\displaystyle \prod _{d|n}\Phi _{d}(x)=x^{n}-1}
где произведение берется по всем положительным делителям {\displaystyle d} числа {\displaystyle n}, включая единицу и само {\displaystyle n}. Это равенство можно переписать в следующем виде:
{\displaystyle \Phi _{n}(x)={\frac {x^{n}-1}{\prod _{d|n,\,d<n}\Phi _{d}(x)}}.}
- Для многочлена {\displaystyle \Phi _{n}(x)} можно указать явное выражение через функцию Мёбиуса:

{\displaystyle \Phi _{n}(x)=\prod _{d|n}(x^{d}-1)^{\mu (n/d)}}
- Частный случай предыдущей формулы: если {\displaystyle n=p} — простое число, то

{\displaystyle \Phi _{n}(x)={\frac {x^{p}-1}{x-1}}=x^{p-1}+x^{p-2}+\cdots +1}
- Если {\displaystyle n=2m}, где {\displaystyle m} — нечётное число, большее единицы, то:

{\displaystyle \Phi _{2m}(x)=\Phi _{m}(-x)}
- Если {\displaystyle m} — максимальное натуральное число, делящее {\displaystyle n}, и свободное от квадратов (радикал {\displaystyle n}), и {\displaystyle d=n/m}, то

{\displaystyle \Phi _{n}(x)=\Phi _{m}(x^{d})}
- Если {\displaystyle p} — простое число, не делящее {\displaystyle n}, то

{\displaystyle \Phi _{pn}(x)={\frac {\Phi _{n}(x^{p})}{\Phi _{n}(x)}}}
- Над полем рациональных чисел все многочлены {\displaystyle \Phi _{n}(x)} неприводимы, но над конечными простыми полями эти многочлены могут быть приводимы. Так, если {\displaystyle p} — простое число, то по модулю {\displaystyle p} многочлен {\displaystyle \Phi _{p-1}(x)} разлагается на линейные множители, а многочлен {\displaystyle \Phi _{p+1}(x)} раскладывается в произведение (различных) многочленов степени 2 (неприводимых над кольцом {\displaystyle \mathbb {Z} _{p}}), со свободными членами, равными 1.
  - Например:

{\displaystyle \Phi _{8}(x)=x^{4}+1=(x^{2}+4x+1)(x^{2}-4x+1){\pmod {7}}}
{\displaystyle \Phi _{12}(x)=x^{4}-x^{2}+1=(x^{2}+5x+1)(x^{2}-5x+1){\pmod {11}}}
{\displaystyle \Phi _{14}(x)=(x^{2}-6x+1)(x^{2}-5x+1)(x^{2}-3x+1){\pmod {13}}}
- Более общим является следующий факт: Если p — простое число, n — натуральное, то многочлен {\displaystyle \Phi _{\Phi _{n}(p)}(x)} по модулю p раскладывается в произведение многочленов степени n. Если n ещё и простое, то многочлены степени n, участвующие в разложении, неприводимы над кольцом {\displaystyle \mathbb {Z} _{p}}.
- При {\displaystyle x\geqslant 1}

{\displaystyle |x-1|^{\varphi (n)}\leqslant \Phi _{n}(x)\leqslant |x+1|^{\varphi (n)}}
- Для всех {\displaystyle n\neq 1} {\displaystyle \Phi _{n}(1)=e^{\Lambda (n)}}, где {\displaystyle \Lambda (n)} - функция Мангольдта.

## Примеры
Приведём сводку первых 30 круговых многочленов.
{\displaystyle \Phi _{1}(x)=x-1}
{\displaystyle \Phi _{2}(x)=x+1}
{\displaystyle \Phi _{3}(x)=x^{2}+x+1}
{\displaystyle \Phi _{4}(x)=x^{2}+1}
{\displaystyle \Phi _{5}(x)=x^{4}+x^{3}+x^{2}+x+1}
{\displaystyle \Phi _{6}(x)=x^{2}-x+1}
{\displaystyle \Phi _{7}(x)=x^{6}+x^{5}+x^{4}+x^{3}+x^{2}+x+1}
{\displaystyle \Phi _{8}(x)=x^{4}+1}
{\displaystyle \Phi _{9}(x)=x^{6}+x^{3}+1}
{\displaystyle \Phi _{10}(x)=x^{4}-x^{3}+x^{2}-x+1}
{\displaystyle \Phi _{11}(x)=x^{10}+x^{9}+x^{8}+x^{7}+x^{6}+x^{5}+x^{4}+x^{3}+x^{2}+x+1}
{\displaystyle \Phi _{12}(x)=x^{4}-x^{2}+1}
{\displaystyle \Phi _{13}(x)=x^{12}+x^{11}+x^{10}+x^{9}+x^{8}+x^{7}+x^{6}+x^{5}+x^{4}+x^{3}+x^{2}+x+1}
{\displaystyle \Phi _{14}(x)=x^{6}-x^{5}+x^{4}-x^{3}+x^{2}-x+1}
{\displaystyle \Phi _{15}(x)=x^{8}-x^{7}+x^{5}-x^{4}+x^{3}-x+1}
{\displaystyle \Phi _{16}(x)=x^{8}+1}
{\displaystyle \Phi _{17}(x)=x^{16}+x^{15}+x^{14}+x^{13}+x^{12}+x^{11}+x^{10}+x^{9}+x^{8}+x^{7}+x^{6}+x^{5}+x^{4}+x^{3}+x^{2}+x+1}
{\displaystyle \Phi _{18}(x)=x^{6}-x^{3}+1}
{\displaystyle \Phi _{19}(x)=x^{18}+x^{17}+x^{16}+x^{15}+x^{14}+x^{13}+x^{12}+x^{11}+x^{10}+x^{9}+x^{8}+x^{7}+x^{6}+x^{5}+x^{4}+x^{3}+x^{2}+x+1}
{\displaystyle \Phi _{20}(x)=x^{8}-x^{6}+x^{4}-x^{2}+1}
{\displaystyle \Phi _{21}(x)=x^{12}-x^{11}+x^{9}-x^{8}+x^{6}-x^{4}+x^{3}-x+1}
{\displaystyle \Phi _{22}(x)=x^{10}-x^{9}+x^{8}-x^{7}+x^{6}-x^{5}+x^{4}-x^{3}+x^{2}-x+1}
{\displaystyle \Phi _{23}(x)=x^{22}+x^{21}+x^{20}+x^{19}+x^{18}+x^{17}+x^{16}+x^{15}+x^{14}+x^{13}+x^{12}+x^{11}+x^{10}+x^{9}+x^{8}+x^{7}+x^{6}+x^{5}+x^{4}+x^{3}+x^{2}+x+1}
{\displaystyle \Phi _{24}(x)=x^{8}-x^{4}+1}
{\displaystyle \Phi _{25}(x)=x^{20}+x^{15}+x^{10}+x^{5}+1}
{\displaystyle \Phi _{26}(x)=x^{12}-x^{11}+x^{10}-x^{9}+x^{8}-x^{7}+x^{6}-x^{5}+x^{4}-x^{3}+x^{2}-x+1}
{\displaystyle \Phi _{27}(x)=x^{18}+x^{9}+1}
{\displaystyle \Phi _{28}(x)=x^{12}-x^{10}+x^{8}-x^{6}+x^{4}-x^{2}+1}
{\displaystyle \Phi _{29}(x)=x^{28}+x^{27}+x^{26}+x^{25}+x^{24}+x^{23}+x^{22}+x^{21}+x^{20}+x^{19}+x^{18}+x^{17}+x^{16}+x^{15}+x^{14}+x^{13}+x^{12}+x^{11}+x^{10}+x^{9}+x^{8}+x^{7}+x^{6}+x^{5}+x^{4}+x^{3}+x^{2}+x+1}
{\displaystyle \Phi _{30}(x)=x^{8}+x^{7}-x^{5}-x^{4}-x^{3}+x+1}
Из этой сводки можно сделать ошибочный вывод, что ненулевые коэффициенты кругового многочлена всегда равны {\displaystyle \pm 1,} но это предположение неверно. Первый контрпример даёт 105-й многочлен:
{\displaystyle {\begin{aligned}\Phi _{105}(x)=&\;x^{48}+x^{47}+x^{46}-x^{43}-x^{42}-2x^{41}-x^{40}-x^{39}+x^{36}+x^{35}+x^{34}\\&{}+x^{33}+x^{32}+x^{31}-x^{28}-x^{26}-x^{24}-x^{22}-x^{20}+x^{17}+x^{16}+x^{15}\\&{}+x^{14}+x^{13}+x^{12}-x^{9}-x^{8}-2x^{7}-x^{6}-x^{5}+x^{2}+x+1\end{aligned}}}

## Приложения
Одним из важнейших приложений круговых многочленов является теорема о мультипликативной группе конечного поля:
Теорема. Мультипликативная группа {\displaystyle K^{*}} конечного поля {\displaystyle K} является циклической группой.
Доказательство. Пусть поле {\displaystyle K} состоит из {\displaystyle n+1} элемента, тогда его мультипликативная группа (группа обратимых элементов) {\displaystyle K^{*}} содержит все элементы поля, кроме нуля, то есть состоит из {\displaystyle n} элементов. По теореме Лагранжа порядок элемента группы делит порядок этой группы, следовательно, для любого элемента {\displaystyle a\in K^{*}} выполнено {\displaystyle a^{n}=1}, то есть все элементы из {\displaystyle K^{*}} являются корнями уравнения {\displaystyle x^{n}-1=0}. Тогда
{\displaystyle \prod \limits _{a\in K^{*}}(x-a)=x^{n}-1},
так как все корни левой части являются корнями правой части и степени и старшие члены обоих многочленов равны.
Так как
{\displaystyle x^{n}-1=\prod \limits _{d|n}\Phi _{d}(x)} и {\displaystyle \deg \Phi _{d}(x)=\varphi (d)\geqslant 1},
то многочлен {\displaystyle \Phi _{n}(x)} имеет ровно {\displaystyle \varphi (n)} корней в {\displaystyle K} (и, значит, хотя бы один). Его корни являются элементами группы {\displaystyle K^{*}} порядка {\displaystyle n}, то есть циклическая группа, образованная любым из них, содержит {\displaystyle n} различных элементов и должна совпадать со всей группой {\displaystyle K^{*}}, откуда следует цикличность этой группы.